# Acroppia translamellata
Acroppia translamellata är en kvalsterart som först beskrevs av Balogh och Sandór Mahunka 1966.  Acroppia translamellata ingår i släktet Acroppia och familjen Oppiidae. Inga underarter finns listade i Catalogue of Life.